# Александровка (Краснотуранский район)
Александровка — деревня в Краснотуранском районе Красноярского края. в составе сельского поселения Салбинский сельсовет.

## Физико-географическая характеристика
Деревня расположена в горах, среди западных отрогов Восточного Саяна, в верховьях реки Салба (правый приток Енисея), в 7 км выше села Салба, на высоте 634 м над уровнем моря. Почвы — чернозёмы оподзоленные. Почвообразующие породы — глины и суглинки.
Александровка, как и весь Красноярский край, находится в часовой зоне МСК+4. Смещение применяемого времени относительно UTC составляет +7:00.

## История
Основано поляками-мазурами в 1896 году. Деревня относилась к лютеранскому приходу Нижняя и Верхняя Буланка. До 1917 года относилась к Салбинской волости Минусинского уезда Енисейской губернии. В 1926 году имелся сельсовет.

## Население
| 1904 | 1911 | 1917 | 1926 | 2010 |
| ---- | ---- | ---- | ---- | ---- |
| 170  | ↘160 | ↗319 | ↗368 | ↘79  |